# Thomas Denman, 3. Baron Denman

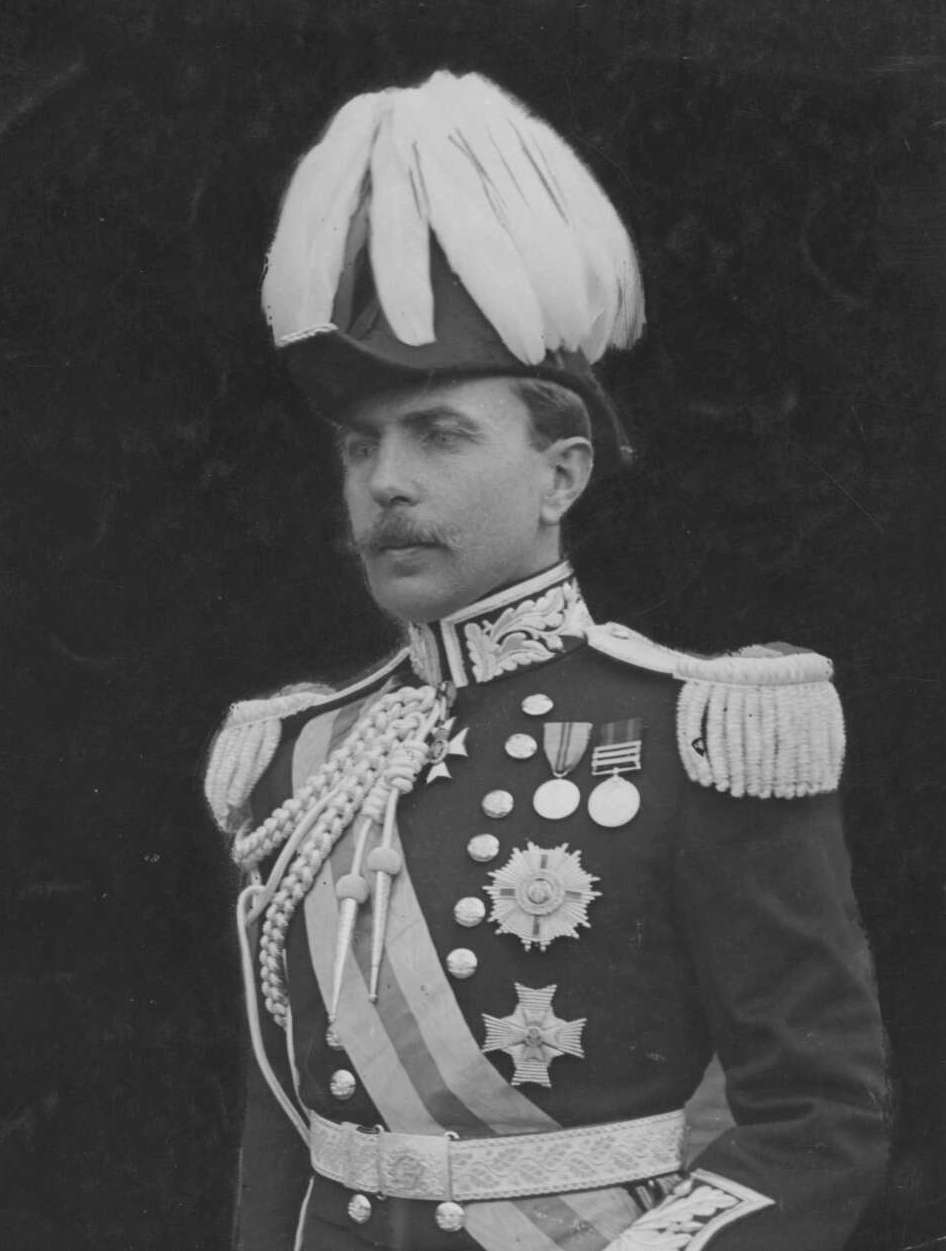
Thomas Denman, 3. Baron Denman

Thomas Denman, 3. Baron Denman, GCMG, KCVO, PC (* 16. November 1874 in London, Vereinigtes Königreich; † 24. Juni 1954 in Hove, Sussex, Vereinigtes Königreich) war ein britischer Politiker der Liberal Party und fünfter Generalgouverneur Australiens.

## Frühes Leben
Denman wurde 1874 in London als Sohn von Thomas Denman, einem Justizangestellten, geboren. Sein Urgroßvater Thomas Denman, 1. Baron Denman, war Lord Chief Justice of England and Wales gewesen. Denman selbst wurde an der Royal Military Academy Sandhurst ausgebildet und strebte eine militärische Karriere an. 1894 erbte Thomas Denman unerwartet den Titel eines Baron Denman von seinem Großonkel und erhielt damit die Möglichkeit, im folgenden Jahr nach seinem 21. Geburtstag seinen Sitz im House of Lords einzunehmen. Bis zu seiner Hochzeit mit Gertrude Pearson, der Tochter des wohlhabenden Industriellen Weetman Pearson, im Jahre 1903 lebte Denman in armen Verhältnissen.
Nach der Heirat war es Denman möglich, seine Zeit vollends der Politik zu widmen, und er diente in den liberalen Regierungen von Sir Henry Campbell-Bannerman und Herbert Henry Asquith als Lord-in-Waiting (stellvertretender Parlamentarischer Geschäftsführer im House of Lords) von 1905 bis 1907 und als Captain of the Honourable Corps of Gentlemen-at-Arms (Whip im House of Lords) in den Jahren 1907 bis 1911. Er wurde 1907 in den Privy Council aufgenommen.

## Generalgouverneur
Im Jahr 1911 wurde Denman zum Generalgouverneur Australiens ernannt. Im Juli desselben Jahres kamen die Denmans in Sydney an. Zu diesem Zeitpunkt fanden sie eine gefestigte Labor-Regierung unter Premierminister Andrew Fisher vor. Wie die meisten liberalen Generalgouverneure unterhielt Baron Denman gute Beziehungen zu den jeweiligen Labor-Premierministern. Zudem machte ihn sein großzügiger Umgang mit dem Geld seines Schwiegervaters in der Öffentlichkeit beliebt. Im Oktober 1912 wurde Denman vom neuen Premier von New South Wales, James McGowen aus dem Government House in Sydney „ausgewiesen“. Am 12. März 1913 weihte Baron Denman die neue australische Hauptstadt ein und Lady Denman gab zuvor ihren Namen, Canberra, bekannt.
Nach dem Empfinden von Denman hatte er allerdings weniger realen politischen Einfluss als seine Vorgänger auf dem Posten des Generalgouverneurs. Nachdem Australien zusammen mit den anderen Dominions die politische Mündigkeit erreichte, verhandelte der australische Premierminister regelmäßig direkt mit seinem britischen Amtskollegen unter Umgehung des Generalgouverneurs und des Kolonialministers. Die Etablierung eines australischen High Commissioner in London führte nochmals dazu, dass die diplomatische Rolle des Generalgouverneurs weiter an Gewicht verlor.
Bei den Wahlen im Juni 1913 wurde die Labor-Regierung unerwartet durch die Liberal Party of Australia von Joseph Cook besiegt, jedoch behielt sie die Oberhand im Senat und blockierte, soweit möglich, dort alle Entscheidungen von Cooks Regierung. Zu Beginn des Jahres 1914 war erkennbar, dass sich eine Krise entwickelte. Denman war gesundheitlich erheblich angegriffen und war dadurch belastet, dass seine Frau unter der langen Abwesenheit von der Heimat litt. Er sah sich daher nicht im Stande, die Krise zu lösen und trat im Mai desselben Jahres von seinem Amt zurück.
In Anerkennung der Schirmherrschaft Denmans über die Australasiatische Antarktisexpedition (1911–1914) benannte deren Leiter, der australische Polarforscher Douglas Mawson, den Denman-Gletscher im ostantarktischen Königin-Marie-Land nach ihm.

## Späte Jahre
Nach dem Ausbruch des Ersten Weltkriegs kommandierte Denman in den Jahren 1914 und 1915 ein Yeomanry-Regiment. In die Politik kehrte er nicht mehr zurück. Denman starb am 24. Juni 1954 in Hove, Sussex, 22 Tage nach seiner Frau. Sein Titel ging auf seinen Sohn Thomas über.